# لیبرتی هاید بیلی
لیبرتی هاید بیلی (به انگلیسی: Liberty Hyde Bailey)،(زاده ۱۵ مارس ۱۸۵۸ - درگذشته ۲۵ دسامبر ۱۹۵۴)گیاه‌شناس اهل ایالات متحده آمریکا و یکی از مؤسسان انجمن علوم باغبانی آمریکا بود.